# Puigpelat (kommunhuvudort)
Puigpelat är en kommunhuvudort i Spanien.   Den ligger i provinsen Província de Tarragona och regionen Katalonien, i den östra delen av landet, 400 km öster om huvudstaden Madrid. Puigpelat ligger 258 meter över havet och antalet invånare är 765.
Terrängen runt Puigpelat är platt åt sydost, men åt nordväst är den kuperad. Terrängen runt Puigpelat sluttar söderut. Runt Puigpelat är det ganska glesbefolkat, med 27 invånare per kvadratkilometer. Närmaste större samhälle är Tarragonès, 18,4 km söder om Puigpelat. Trakten runt Puigpelat består till största delen av jordbruksmark.